# Aïn Abessa
Aïn Abessa (em árabe: عين عباسة) é uma comuna localizada na província de Sétif, Argélia. Sua população estimada em 2008 era de 16 770 habitantes.